# カトリーヌ・アルレー
カトリーヌ・アルレー（Catherine Arley, 1922年12月30日 - 2016年7月25日）は、フランスの小説家、推理作家。ベストセラーとなった、残酷な性格の女性を主人公とする『わらの女』などで知られる。本名はピエレット・ペルノ（Pierrette Pernot）。

## 経歴
生年月日については諸説あり、1924年生まれが有力とされていたが、2016年に死去した際に1922年12月30日生まれと判明した。
幼少時から両親とともに中国をはじめ東洋各国、アメリカで暮らす。高校を卒業した後、パリ国立演劇院に入学。幾つかのフランス映画製作に参加するが結婚を期に女優を引退した。また、その後別居している。
1953年に処女作"Tu vas mourir!"（『死の匂い』）をフランスの大手ドゥノエル社から刊行して作家となった。この処女作は、高い評価を得た。1956年に発表した『わらの女』(La femme de paille）は、それまで推理小説においてタブーとされていた完全犯罪の成立を描く衝撃的な結末が話題となった。この作品は当初、前作を刊行したドゥノエルを始めフランスのすべての出版社から拒絶されたが、スイスの出版社Jeheber社から刊行したところベストセラーとなった。1957年に英語訳され、続いて『リーダーズ・ダイジェスト』誌の紹介で26カ国語に訳され、世界的ベストセラーとなる。続いてアメリカでテレビドラマ化もされた。
その後1960年代には"Le talion"（『目には目を』）、"La baie des trépassés"（『死者の入江』）などを発表。フランス本国よりもイギリスや日本において人気作家となった。
フランス本国においては1960年代の間は国外ほどの人気は得られなかった。しかし1970年代になって、それまでユーゴ・ソレンツァ"Regain de désir"（『ぼくのヴィヴィエ夫人』）など官能小説のペーパーバックで知られていたパリのユレディフ社が推理小説に参入。その際に同社がアルレーの作品を立て続けにペーパーバックで刊行したことでベストセラーとなる。ユレディフ社時代がアルレーの全盛期であり、"A tête reposée"（『三つの顔』）のフランス・サスペンス小説大賞受賞、"Duel au premier sang (Blondy)"（『決闘は血を見てやめる』）の映画化など話題性にも恵まれ、マドレーヌ・クードレーとともにユレディフ社の看板推理作家として活躍した。
しかし1979年の"L'amour à la carte"（『理想的な容疑者』）を最後にユレディフ社が推理小説から撤退し、児童書の専門出版社となることを決定したためアルレーとの契約を解除。アルレーはシャンゼリゼ書店（現・マスク書店）のマスク叢書に移籍することとなる。ユレディフ社で最後に刊行した『理想的な容疑者』は1981年にマスク叢書で復刊した改訂版（その際に" A cloche-cæur"と改題）でフランス犯罪小説大賞を受賞するが、それ以降のアルレーはユレディフ時代のようなヒット作には恵まれなくなった。
1988年の"La gamberge"（『疑惑の果て』）を最後にシャンゼリゼ書店との契約を解除。最後の長編"Entre chien et loup"（『狼の時刻』）はフランスでの出版社が見つからないまま1990年に完成。フランス本国よりも先に東京創元社から日本語版が刊行される。後にフランスでは題名を"En 5 sets"と変えてフルーヴ・ノワール社（現・フルーヴ社）から刊行され、フランスではテレビドラマ化もされたが、本作を最後にアルレーは作家を引退することとなった。
作家としての新作は1990年の『狼の時刻』以降途絶えていたが、邦訳の版元である東京創元社との間には、1995年の阪神・淡路大震災の際にアルレーから関係者の安否を気遣う手紙が寄せられるなど90年代まで交流が続いていた。しかしその後は交流が途絶え、日本では『わらの女』一作のみはつねに増版が続いたものの他の著作の大半は絶版となり、フランス本国でもまた忘れられた作家となっていった。アルレーの現状が確認されたのは2013年のことだった。フランスの作家ニコラ・ペルジュがアルレーと連絡を取ろうと試みたところ、介護士の女性から「マダムは、アルツハイマーが進んで、もう何もおわかりになりません。もう何もお答えすることはできないのです」との回答を得た。
2016年7月25日、死去。享年93。

## 作風、人物
心理的サスペンスに重点を置いた作風を特徴とする。犯罪に手を染めていく、または陰謀によって追い詰められていく登場人物の恐怖心理をサディスティックなまでに克明に描き、結末では破滅へと導かれるダークな後味の作風が多い。また、いわゆる「悪女」が登場する作品が多く、「悪女描きのアルレー」としばしば称される。
趣味は、料理、旅行、散歩と人間観察。
日本の資料においては、アフリカを舞台としてナチの財宝をめぐる異色作『剣に生き、剣に斃れ』(1968)で国際サスペンス大賞を受賞したとされていたがこれは誤りで、実際の受賞作は『死者の入江』(1959)である。
翻訳されたものが日本の2時間ドラマで脚本に多数使用されている。1983年に来日した際に自身の作成のコラージュ作品を持参し、そのうち1点が日本語版『呪われた女』のカバーに使われている。

## 作品
- 『死の匂い』（"Tu vas mourir!"（1953）、望月芳郎訳、東京創元社、創元推理文庫） 1963
- 『藁の女』（"La femme de paille"（1956）、安堂信也訳、東京創元社、クライム・クラブ16） 1958年、のち改題『わらの女』（東京創元社、創元推理文庫） 1964、のち新訳『わらの女 新訳版』（橘明美訳、東京創元社、創元推理文庫） 2019
- 『死者の入江』（"La baie des trépassés"、別題："Les beaux messieurs font comme ça"（1959）、安堂信也訳、東京創元社、創元推理文庫） 1962
- 『目には目を』（"Le Talion"（1960）、安堂信也訳、東京創元社、創元推理文庫） 1961
- 『黄金の檻』（"La galette des rois"（1961）、安堂信也訳、東京創元社、創元推理文庫） 1963
- 『泣くなメルフィー』（"Cessez de pleurer, Melfy!"（1962）、安堂信也訳、東京創元社、創元推理文庫） 1964
- 『大いなる幻影』（"Le pique-feu"（1966）、安堂信也訳、東京創元社、創元推理文庫） 1968
- 『剣に生き、剣に斃れ』（"Les valets d'épée"（1968）、荒川浩充訳、東京創元社、創元推理文庫） 1975
- 『二千万ドルと鰯一匹』（"Vingt millions et une sardine"（1971）、安堂信也訳、東京創元社、創元推理文庫） 1974
- 『死ぬほどの馬鹿』（"Bête à en mourir"（1972）、安堂信也訳、東京創元社、創元推理文庫） 1976
- 『黒頭巾の孤島』（"Robinson-Cruauté"（1973）、安堂信也訳、東京創元社、創元推理文庫） 1976
- 『犯罪は王侯の楽しみ』（"Le fait du prince"（1973）、安堂信也訳、東京創元社、創元推理文庫） 1975
- 『決闘は血を見てやめる』（"Duel au premier sang (Blondy)"（1973）、鈴木豊訳、東京創元社、創元推理文庫） 1975
- 『またもや大いなる幻影』（"Oublie-moi, Charlotte!"（1974）、荒川浩充訳、東京創元社、創元推理文庫） 1978.1、のち改題『さよならメラニー』（荒川浩充訳、東京創元社、創元推理文庫） 1993.11
- 『共犯同盟』（"La garde meurt......"（1975）、小野萬吉訳、東京創元社、創元推理文庫） 1980
- 『砂の鎧』（"Les armures de sable"（1975）、安堂信也訳、東京創元社、創元推理文庫） 1979
- 『三つの顔』（"A tête reposée"（1976）、窪田船彌訳、東京創元社、創元推理文庫） 1980
- 『死体銀行』（"La banque des morts"（1977）、安堂信也訳、東京創元社、創元推理文庫） 1981
- 『地獄でなぜ悪い』（"L'enfer, pourquoi pas?"（1978）、安堂信也訳、東京創元社、創元推理文庫） 1979

園子温の同名映画は無関係。
- 『理想的な容疑者』（"L'amour à la carte (A cloche-cæur)"（1979）、荒川浩充訳、東京創元社、創元推理文庫） 1981
- 『白墨の男』（"L'homme de craie"（1980）、安堂信也訳、東京創元社、創元推理文庫） 1982
- 『呪われた女』（"L'ogresse"（1981）、安堂信也訳、東京創元社、創元推理文庫） 1984
- 『罠に落ちた女』（"Une femme piégée"（1982）、安堂信也訳、東京創元社、創元推理文庫） 1983
- 『死神に愛された男』（"Le battant et la cloche"（1982）、安堂信也訳、東京創元社、創元推理文庫） 1986
- 『アラーム!』（"ALARM!"（1984）、安堂信也訳、東京創元社、創元推理文庫） 1987
- 『疑惑の果て』（"La gamberge"（1988）、安堂信也訳、東京創元社、創元推理文庫） 1988
- 『狼の時刻（とき）』（"Entre chien et loup (En 5 sets)"（1990）、安堂信也訳、東京創元社、創元ミステリ'90） 1990

## 受賞
- 国際サスペンス小説大賞 1968年受賞 - 『死者の入江』 (Prix international du suspense）
- フランス・サスペンス小説大賞 1979年受賞 - 『三つの顔』 (Prix du suspense français）
- フランス犯罪小説大賞 1981年受賞 - 『理想的な容疑者』 (Prix du roman d'aventures）

## 映像化作品

### 映画
- わらの女 "Woman of Straw" イギリス、1964年
監督：ベイジル・ディアデン 出演：ジーナ・ロロブリジーダ、ショーン・コネリー、ラルフ・リチャードソン、アレクサンダー・ノックス
- ブロンディー "Blondy" フランス、1976年（原作『決闘は血を見てやめる』）
監督：セルジョ・ゴッビ 音楽：ステルヴィオ・チプリアーニ 出演：ロッド・テイラー、カトリーヌ・ジュールダン、ビビ・アンデショーン、マチュー・カリエール
※日本では劇場公開予定だったが、黒い九月事件をモデルにしたテロ組織による要人暗殺を描いた内容が問題視され公開中止となった。日本公開やビデオ発売はついに実現しなかったが、ステルヴィオ・チプリアーニによるサウンドトラック盤のみが日本でも高い好評を得ている。

### テレビドラマ
- サスペンスシリーズ（毎日放送）
  - 死者の入江（1973年）

出演：三國連太郎、山口果林、安井昌二、南美江、竜崎勝

- 銀河テレビ小説（NHK）
  - わらの女（1977年）

出演：大空眞弓、高橋幸治、三上寛、丹古母鬼馬二、加藤嘉
※『わらの女 総集編』が1978年放送された。
  - ガラスの女（1977年）

出演：小川真由美、谷隼人、風吹ジュン、加藤嘉
原作『二千万ドルと鰯一匹』

- 土曜ワイド劇場（テレビ朝日）
  - 闇の中の蜜月・死の匂い（1977年）

出演：三田佳子、近藤正臣、河津清三郎、榊原るみ、仲谷昇
原作『死の匂い』
  - 黒衣の天使・殺しは女の商売（1978年）

出演：山本陽子、夏純子、山口崇、小坂一也、神崎愛
原作『二千万ドルと鰯一匹』
  - 女の決闘・濡れた瞳は殺しのサイン（1979年）

出演：山本陽子、夏純子、中村敦夫、下條アトム、中尾彬、土屋嘉男
原作『目には目を』
  - 華麗な殺しの三重奏・決闘の女（1980年）

出演：関根恵子、岸田今日子、江原真二郎、鹿沼エリ、荒木しげる、谷口香、村上冬樹
原作『泣くなメルフィー』
  - 化けた花嫁・財産乗っ取り計画（1980年）

出演：山本陽子、田村亮、山形勲、岡田嘉子、原田大二郎
原作『黄金の檻』
  - 北海道殺人旅行・わたしの婚約日記（1981年）

出演：樋口可南子、高岡建治、岡田嘉子、峰岸徹、ハナ肇、加藤嘉
原作『地獄でなぜ悪い』
  - 妻という名の他人 レスビアン完全犯罪 夫から逃げたい!（1984年）

出演：長山藍子、江原真二郎、秋川リサ、寺泉哲章、中村敦夫
原作『理想的な容疑者』
  - 女相続人のさけび・死体銀行!? 私の死体がここにある…（1984年）

出演：片平なぎさ、中山仁、浅芽陽子、西岡徳馬、内田朝雄、加藤治子、下條正巳
原作『死体銀行』
  - ガラスの断崖 あなた、助けて! 悪魔に襲われる人妻の叫び（1984年）

出演：市毛良枝、加納竜、竜崎勝、岡田眞澄、綿引勝彦
原作『死者の入江』
  - 豪華ヨットの花嫁 500億財産を乗っ取れるか!? “車椅子に死体をのせて…”（1984年）

出演：山本陽子、加藤治子、三國連太郎、井川比佐志、山形勲
原作『わらの女』
  - 女相続人の華やかな斗い! 看護婦が仕組んだ注射殺人 “婚姻届は知っている…”（1985年）

出演：松尾嘉代、岡田英次、神山繁、夏木マリ、峰岸徹
原作『二千万ドルと鰯一匹』
  - 北の果て襟裳岬・婚約旅行殺人事件（1993年、1981年の「北海道殺人旅行―」のリメイク作品）

出演：大地真央、仁藤優子、太川陽介、永島敏行
原作『地獄でなぜ悪い』
  - 花嫁の鮮やかな完全犯罪（1993年）

出演：大地真央、草刈正雄、金田龍之介、並木史郎、水城蘭子、羽田圭子
原作『黄金の檻』
  - わらの女（1997年、春のスペシャル企画）

出演：賀来千香子、坂口良子、岸部一徳、田村高廣、名古屋章、松澤一之、大杉漣
  - 超完全犯罪の女医（1998年）

出演：浅野ゆう子、細川直美、永島敏行、緒形幹太、でんでん
原作『目には目を』
  - 完全犯罪の女
    - 一発勝負!2001年、完全犯罪の女（2001年）

出演： 浅野ゆう子、名高達男、高林由紀子
原作『泣くなメルフィー』
    - 100億の悪女ふたり（2002年）

出演：浅野ゆう子、山本陽子、相島一之、石橋蓮司
原作『二千万ドルと鰯一匹』
  - 50億を相続する女（2003年、1984年の「女相続人のさけび」のリメイク作品）

出演：一路真輝、洞口依子、池内淳子、国広富之、尾美としのり
原作『死体銀行』

- 妻そして女シリーズ（毎日放送）
  - 黒の標的（1977年、連続ドラマ）

出演：月丘夢路、ジュディ・オング、柳生博、高橋長英
原作『泣くなメルフィー』

- 特選サスペンス（読売テレビ）
  - 背信（1979年）

出演：范文雀、中尾彬、池波志乃、丹波哲郎
原作『泣くなメルフィー』

- 火曜サスペンス劇場（日本テレビ）
  - 最後の抱擁（1982年）

出演：十朱幸代、鹿内孝、三條美紀、名高達郎
原作『死者の入江』
  - 呪われた女（1984年）

出演：早乙女愛、地井武男、中村晃子、中原早苗、石井めぐみ
  - 罠に落ちた女（1984年）

出演：加賀まりこ、夏樹陽子、蟹江敬三、平泉成
  - 愛と欲望の装飾（1986年）

出演：佐久間良子、高橋悦史、佐藤浩市、高樹澪、宅麻伸、長門裕之
原作『死神に愛された男』
  - シンデレラの仮面（1988年）

出演：神田正輝、川上麻衣子、大楠道代、戸浦六宏、浜村純
原作『黄金の檻』

- 木曜ゴールデンドラマ（読売テレビ）
  - わが子は目撃者（1987年）

出演：范文雀、古尾谷雅人、蟹江敬三、白川和子

- ライオン午後のサスペンス（フジテレビ）
  - 殺さないで!あなた（1983年）

出演：酒井和歌子、荻島真一、寺泉憲、畑中葉子
原作『わらの女』

- 男と女のミステリー（フジテレビ）
  - 殺意の囁き（1990年）

出演：岩下志麻、草刈正雄、大場久美子、山村聰
原作『泣くなメルフィー』

- 女と愛とミステリー（テレビ東京・BSジャパン）
  - 豪華客船クルーズ殺人案内（2001年）

出演：室井滋、夏八木勲、田中実、佐野浅夫、あき竹城、梶原善、中村有志
原作『わらの女』

- 昼の連続ドラマ（東海テレビ）
  - 美しい罠（2006年）

出演：櫻井淳子、高杉瑞穂、木内晶子、大沢樹生、鶴田忍、山口美也子、水谷百輔
※『わらの女』を原案としてクレジットしているが、内容は大幅に改変されている。